# 経済協力開発機構金融支援基金を設立する協定
経済協力開発機構金融支援基金を設立する協定（けいざいきょうりょくかいはつきこうきんゆうしえんききんをせつりつするきょうてい、英: the agreement establishing a Financial Support Fund of the Organisation for Economic Co-operation and Development）は、第一次石油危機による石油価格の高騰に対処するために作成された 条約。
1975年1月にワシントンで開催された十カ国蔵相会議は、世界経済に重要な比重を占める先進諸国が国際収支上の重大な困難に直面し、輸入制限その他の一方的措置等をとるようになれば、ひいては、開発途上諸国の経済を含む世界経済全体を危機に陥れるおそれがあるとの認識に基づき、第一次石油危機による石油価格の高騰に伴って生ずる先進諸国の国際収支上の困難に対処するため、OECD加盟国の間に相互扶助的な金融支援制度を一定期間設立することを合意され、そのための協定として作成されもので、OECD金融支援基金の設立、割り当て額の設定、貸し付けの条件、資金の調達、基金の組織等の事項について定めるもの。
署名各国の一定割合の国が受諾した場合に発効するとなっているが、必要な受諾がなく、2021年10月現在未発効である。協定が第一次石油危機による石油価格の高騰に対処するため金融支援制度を一定期間設立するとされていたことから、状況が大きく変化した現在発効の可能性はない。

## 概要
第一次石油危機による石油価格の高騰に伴って生ずる先進諸国の国際収支上の困難により、輸入制限その他の一方的措置等をとることとなれば、さらに世界経済が危機になるとの認識のものと、OECD加盟国が総額200億SDRを拠出して基金を作り、対外支払いが困難になった加盟国に貸し付けを行うものであり、協定発効後、2年間に限り貸し付けを行うこととされ、7年で返済となっていた。

## 日本における国内手続
協定の締結承認案件は、第77回国会会期中の1976年2月12日に衆議院に提出され、同年5月7日に同院外務委員会で趣旨説明、同年5月12日に審議、同年5月14日に採決が行われ、5月14日に本会議で可決された。参議院では5月18日に同院外務委員会で趣旨説明、5月20日に質疑、採決が行われ、5月21日に本会議で可決された。
協定の実施法案としては、基金への出資措置等を定める「経済協力開発機構金融支援基金への加盟に伴う措置に関する法律」が1976年2月28日に衆議院に提出され、同年5月19日に同院大蔵委員会で趣旨説明、質疑、採決が行われ、5月20日に本会議で可決された。参議院では5月21日に同院大蔵委員会で趣旨説明、5月24日に質疑、採決が行われ、5月24日に本会議で可決された。この法律は、1976年5月29日法律第38号として公布されたが、協定の発効日から施行されることになっているため、公布後45年間、未施行である。
採決は多数とのみ議事録に記載されており野党各党の賛否は、協定、法律ともに衆参いずれも不明である。